# Индийский поход Надир-шаха
Индийский поход Надир-шаха — вторжение персидского правителя Надир-шаха в империю Великих Моголов, завершившееся захватом Дели в марте 1739 года. Персидская армия легко победила Моголов в битве при Карнале и в конечном счете захватила столицу Моголов. Победа Надир-шаха над слабой и разваливающейся империей Моголов развязала ему руки в борьбе с главным соперником Персии, Османской империей.

## Вторжение
Надир-шах стал персидским правителем в 1736 году, когда его войска захватили Исфахан и свергли династию Сефевидов. В 1738 году Надир завоевал Кандагар, последний форпост династии Хотаков в Афганистане, после чего стал планировать поход через горы Гиндукуш в Северную Индию, которая в то время находилась под властью империи Великих Моголов.
Империя Моголов была ослаблена разорительными войнами в течение трех десятилетий после смерти Аурангзеба, индуистские маратхи захватили огромную часть территории империи в Центральной и Северной Индии, в то время многие из знати Моголов утверждали свою независимость и основывали малые государства. Верховный правитель Мухаммад Шах оказался не в состоянии остановить распад империи. Администрация была коррумпированной и слабой, хотя страна ещё была чрезвычайно богата, а процветание и престиж Дели были все ещё на высоком уровне. Надир-шах, привлеченный богатством страны, искал грабежа, как и многие другие иноземные захватчики до него.
Надир потребовал от императора Великого Могола Мухаммад Шаха закрыть границу вокруг Кабула, чтобы афганские повстанцы не проникали на персидские земли. Несмотря на то, что император согласился, он практически не предпринимал никаких действий. Надир ухватился за это как за повод для войны и начал свой Индийский поход. Он разбил своих афганских врагов, бежавших в Гиндукуш, а также захватил крупные города, такие как Газни, Кабул и Пешавар, прежде чем перебрался в Пенджаб и захватил Лахор. Надир продвинулся к реке Инд до конца года, пока Моголы собирали свою армию против него.
В битве при Карнале 24 февраля 1739 года Надир привел свою армию к победе над Моголами. Мухаммад Шах сдался и оба вошли в Дели вместе. Ключи от столицы были переданы Надиру. Он вступил в город 20 марта 1739 года и занял Красный замок. В честь него стали чеканить монеты, а его имя упоминалось в проповедях в Джама-Масджид и других мечетях Дели.

## Резня в Дели
Персидская оккупация привела к росту цен в городе. Наместник столицы пытался удерживать цены на более низком уровне, и персидские войска были направлены на рынок в Пахаргандже, чтобы обеспечить их соблюдение. Тем не менее, местные торговцы отказались принять более низкие цены, что привело к насилию, в ходе которого солдаты Надира были перебиты.
Когда распространился слух, что Надир был убит женщиной у Красного замка, некоторые индийцы стали нападать на персидских солдат. Вспыхнули беспорядки, в ответ на которые Надир разрешил своим солдатам отвечать на насилие.
Утром 22 марта шах выехал в полном вооружении из дворца и укрепился в мечети Ровшан-од-Доуле в квартале Чандни Чоук. Затем, под аккомпанемент барабанов и рев труб, он обнажил боевой меч, дав сигнал своим войскам утопить бунт в крови. Почти сразу же в полном вооружении армия Надира атаковала безоружных горожан. Районы Дели Чандни Чоук, Дариба Калан, Фатехпури, Файз Базар, Хауз Кази, Джохри Базар, Лахори, Аджмери и Кабули, плотно населенной индусами и мусульманами, вскоре были усеяны трупами. Мусульмане, как индусы, так и сикхи, прибегали к убийству своих женщин, детей и самих себя, чтобы не попасть в руки персов.
Мухаммад Шах был вынужден просить о милости. Эти ужасающие события были записаны в хрониках, таких как Тарих-э-хинди Рустама Али, Баян-е-Вагаи Абдул-Карима и Тазкира Ананда Рам Мухлиса.
Наконец, после многих часов насилия и просьб Моголов о пощаде, Надир-шах смягчился и дал приказ прекратить кровопролитие, торжественно убрав в ножны меч.

## Потери
Было подсчитано, что в течение шести часов 22 марта 1739 года было убито от 20 000 до 30 000 индийских мужчин, женщин и детей. Точные цифры потерь являются неопределенным, так как после бойни тела жертв были похоронены в ямах или сожжены на грандиозных погребальных кострах без какого-либо надлежащего счета.

## Трофеи
Дели был разграблен в течение нескольких дней. Огромный штраф в размере 20 млн рупий был наложен на горожан. Мухаммад Шах передал ключи от царской казны и потерял Павлиний трон, который впоследствии служил символом персидской имперской мощи. Среди прочих сокровищ Надир также получили алмазы Кохинур и Дерианур. Ныне они являются частью британских и иранских коронационных регалий соответственно. Персидские войска покинули Дели в начале мая 1739 года.

## Последствия
Сокровища, захваченные в Дели, были настолько богатыми, что Надир-шах прекратил налогообложение в Персии на три года после своего возвращения. Победа Надир-шаха над разваливающейся империей Моголов позволила ему обратиться лицом к Западу и вновь схлестнуться с османами. Османский султан Махмуд I инициировал турецко-персидскую войну (1743—1746), в которой Мухаммад Шах был союзником турок до своей смерти в 1748 году.
Вторжение Надир шаха повлекло за собой унижение, ограбление и расчленение Могольский империи. Однако это было не причиной упадка империи, а одним из наиболее явных симптомов упадка. Индийская кампания Надир-шаха открыла дорогу к колонизации полуострова другому иностранному захватчику — Британской Ост-Индской компании.